# Георги Димитров (социолог)
Вижте пояснителната страница за други личности с името Георги Димитров.
Георги Димитров Димитров е български социолог, професор в катедра „Европеистика“ на Софийски университет „Св. Климент Охридски“. Доктор по философия с дисертация на тема „Социализацията като проблем на общосоциологическата теория“ и научен ръководител Петър-Емил Митев (1988) и доктор на социологическите науки с дисертация на тема „Модерност и социология (социокултурна предметодологическа обусловеност на социологическия подход)“ (2000).
Георги Димитров преподава в Софийския университет от 80-те години. Той е и един от основателите на катедра „Социология“ в Югозападния университет.
Два пъти е бил Фулбрайтов старши изследовател - в Чикагския университет (2002-2003) и в университета „Джордж Уошингтън“ във Вашинггон.
Бил е член на редколегията на международното списание Journal of Social Science Education (2006-2014).
Трудове в областите: реформиране на образованието, модерност, европейски цивилизационен процес, корупция.

## По-важни публикации
- „Осъзнаваното битие“ като проблем пред емпиричната социология, монографичен сборник, 1991
- България в орбитите на модернизацията, монография, 1995, София
- Университетски курс по социология. Краят на ХХ век. Том 1 – Социология за свободата, С. 2001
- „Корупцията във висшето образование отвъд подкупите“ (монографично изследване), в: АнтиКорупция / Анти образование, 2005
- „Създаване на специалност социология в ЮЗУ: историко-концептуални и биографични реминисценции“, в: Юбилеен сборник на Катедра Социология, ПИФ, ЮЗУ, 2005
- Политики за наука в Софийски университет, монографичен сборник, обща научна редакция, авторство и съавторство, 2009
- Европейски цивилизационен процес. Избрани студии, монографичен сборник, 2011